# 神野亮太
神野 亮太（かみの りょうた、2001年9月25日 - ）は、鹿児島県鹿児島市出身の元サッカー選手。現役時代のポジションは MF、またはDF（サイドバック・センターバック）。

## 来歴
2020年1月31日に、鹿児島ユナイテッドFC U-18よりトップチームへの昇格が発表された。同時に、テゲバジャーロ宮崎への育成型期限付き移籍が発表された。期間は、2020年2月1日から2021年1月31日までの1年間。
2022年よりテゲバジャーロ宮崎に完全移籍。同年11月15日、チームから契約の満了と契約更新が行われないことが発表。同年11月28日、カンセキスタジアムとちぎで行われたJリーグ合同トライアウトに出場した。
2023年1月6日、同じ宮崎県にあるヴェロスクロノス都農への移籍が発表された。
同年12月15日、現役引退が発表された。

## 所属クラブ
- 鹿児島スポーツクラブ
- - 2019年 鹿児島ユナイテッドFC U-18
- 2020年 - 2021年  鹿児島ユナイテッドFC
  - 2020年 - 2021年  テゲバジャーロ宮崎（期限付き移籍）
- 2022年   テゲバジャーロ宮崎
- 2023年   ヴェロスクロノス都農

## 個人成績
| 国内大会個人成績 | 国内大会個人成績 | 国内大会個人成績 | 国内大会個人成績 | 国内大会個人成績 | 国内大会個人成績 | 国内大会個人成績 | 国内大会個人成績 | 国内大会個人成績 | 国内大会個人成績 | 国内大会個人成績 | 国内大会個人成績 |
| 年度             | クラブ           | 背番号           | リーグ           | リーグ戦         | リーグ戦         | リーグ杯         | リーグ杯         | オープン杯       | オープン杯       | 期間通算         | 期間通算         |
| 年度             | クラブ           | 背番号           | リーグ           | 出場             | 得点             | 出場             | 得点             | 出場             | 得点             | 出場             | 得点             |
| 日本             | 日本             | 日本             | 日本             | リーグ戦         | リーグ戦         | リーグ杯         | リーグ杯         | 天皇杯           | 天皇杯           | 期間通算         | 期間通算         |
| ---------------- | ---------------- | ---------------- | ---------------- | ---------------- | ---------------- | ---------------- | ---------------- | ---------------- | ---------------- | ---------------- | ---------------- |
| 2020             | 宮崎             | 24               | JFL              | 0                | 0                | -                | -                | 1                | 0                | 1                | 0                |
| 2021             | 宮崎             | 24               | J3               | 0                | 0                | -                | -                | -                | -                | 0                | 0                |
| 2022             | 宮崎             | 24               | J3               | 10               | 0                | -                | -                | -                | -                | 10               | 0                |
| 通算             | 日本             | 日本             | J3               | 0                | 0                | -                | -                | -                | -                | 0                | 0                |
| 通算             | 日本             | 日本             | JFL              | 0                | 0                | -                | -                | 1                | 0                | 1                | 0                |
| 総通算           | 総通算           | 総通算           | 総通算           | 0                | 0                | -                | -                | 1                | 0                | 1                | 0                |

出場歴
- Jリーグ初出場:2022年3月13日 J3第1節 ヴァンラーレ八戸戦（ユニリーバスタジアム新富）